# Чудинова, Елена Петровна
Еле́на Петро́вна Чуди́нова (род. 3 сентября 1959 или 9 сентября 1959, Москва) — русская писательница, колумнистка, поэтесса, драматург и публицист, радиоведущая, журналистка. Приверженица право-консервативных взглядов. Её роман «Мечеть Парижской Богоматери» имел большой общественный резонанс.

## Биография
Родилась в семье палеонтологов Петра Чудинова и Инны Чудиновой.
По собственному признанию, начала писать стихи на темы русской истории с 1970 г., но впервые опубликовала (только малую часть их) лишь в 2013 г., в качестве приложения к роману «Держатель знака» ([Том 2], «Торжество знака»). Автор написанного в доперестроечные годы романа «Держатель знака» о гражданской войне в России, романа «Неферт» о Древнем Египте, историко-фантастической трилогии о дворянской семье Сабуровых (романы «Ларец», «Лилея», «Декабрь без Рождества»), «Истории Англии для детей», детских книг о Древней Руси «Гардарика» и «Лыбедь», пьесы «Комедия чернильницы» из екатерининского века.
Роман «Лилея» переведён на французский язык. Главы его транслировались на французскую аудиторию российской радиостанцией 'La Voix de la Russie'.
Наибольшую известность приобрёл роман-антиутопия «Мечеть Парижской Богоматери», изданный в 2005 году, который вызвал большой общественный резонанс, был удостоен премии литературно-практической конференции «Басткон» за 2005 год, опубликован во Франции, Германии, США, Польше, Сербии, Болгарии, Турции (пиратское издание). Переведён также на норвежский язык. Имя французского переводчика, сообразно его собственному желанию, не упомянуто в издании. Роман подвергался критике со стороны мусульман и лево-либерального сообщества.
Публицист, в 2007—2012 гг. — колумнист журнала «Эксперт», автор четырёх сборников общественно-политической публицистики.
С 2010 г. — ведущая авторской программы «Час писателя» на радио «Радонеж».
В своих литературных и публицистических произведениях проповедует право-консервативные взгляды: первенство и самодостаточность европейской христианской цивилизации (неотъемлемой частью которой, по её мнению, является Россия), нетерпимость к революционному началу (начиная с протестантской Реформации) и лево-либеральной деконструкции цивилизационных основ (включая идеологию Века Просвещения, решения II Ватиканского собора, политику толерантности и мультикультурализма).

## Книги
- Держатель знака. — Самара: «Самарский дом печати», 1993.
  - Держатель знака. — Хабаровск: «РИОТИП», 1994.
  - Держатель знака. — М.: «Лепта-Пресс», 2006. — («Роман-Миссия») — ISBN 5-699-15293-8
  - [Том 1.] Держатель знака. — М.: «Вече», 2013.
  - [Том 2.] Торжество знака. — М.: «Вече», 2013.
  - Держатель знака. — М.: «Детская литература», 2018.
- История Англии для детей. В 2 томах. — М.: «Центр творческого развития», 1996. — («История европейских государств»):
  - Том 1. С древнейших времен по 1558 год. — ISBN 5-87044-017-3
  - Том 2. От Елизаветы до Виктории (1558—1901) — ISBN 5-87044-018-1
- Легенды Армении. — М.: КРОН-Пресс, 1996.[4][5]
- Неферт. — М.: «Авваллон», 2003. — ISBN 5-94989-012-4
- Мечеть Парижской Богоматери. — М.: «Яуза», «Эксмо», 2005. — ISBN 5-699-11167-0
  - Мечеть Парижской Богоматери: 2048 год. — М.: «Лепта-Пресс», 2005.
  - Мечеть Парижской Богоматери: 2048 год. — М.: «Яуза», «Лепта-Пресс», 2006. — ISBN 5-699-14754-3
  - Богородичина џамија у Паризу. — Београд: «Руссика», 2006.
  - La Mosquée Notre-Dame de Paris: Année 2048. — Paris: «Tatamis», 2009.
  - Мечеть Парижской Богоматери — М.: КРПА «Олимп», 2011.
  - Мечеть Парижской Богоматери: 2048 год. — М.: «Вече», 2012.
  - Meczet Notre Dame: Rok 2048. — Warszawa: «Varsovia», 2012.
  - Парижката джамия «Св. Богородица»: 2048 година. — София: «Велик Архонтски събор», 2013.
  - The Mosque of Notre Dame. — NY: «The Remnant Press», 2015. — ISBN 978-1-944241-04-9
  - Мечеть Парижской Богоматери: 2048 год. — М.: «Вече», 2015.
  - Die Moschee Notre-Dame: Anno 2048. — Bad Schmiedeberg: «Renovamen-Verlag», 2017.
  - Mešita Matky Božej v Paríži. Rok 2048. — Bratislava: «Torden», 2021.
- Ларец. — М.: «Авваллон», 2003.
  - Ларец. — М.: «Лепта», 2005.
  - Ларец. — М.: «Яуза», «Лепта-Книга», «Эксмо», 2006. — («Роман-Миссия») — ISBN 5-699-15688-7
  - Ларец. — М.: «Вече», 2012.
- Лилея. — М.: «Эксмо», 2006. — («Роман-Миссия») — ISBN 5-699-17891-0
  - Лилея. — М.: «Вече», 2012.
  - Лилея. — М.: «Вече», 2013 — («Женский исторический роман») .
- Гардарика. — М.: «Лепта-Книга», 2007. — ISBN 978-5-91173-032-1
- Шуты у трона. — М.: «Алгоритм», 2008. — ISBN 978-5-9265-0544-0
- Время разбрасывать камни. — М.: «Лепта-Книга», 2009.
- Бремя белых. — М.: «Традиция», 2011.
- Декабрь без Рождества. — М.: «Вече», 2012. — ISBN 978-5-9533-6339-6
- Похищение Европы. Исламизация и капкан толерантности. — М.: «Вече», 2012.
- Мисс Мьюлок. Маленький хромой принц. / Пересказ Елены Чудиновой. [Первое издание на русском языке]. — М.: «Белый город», 2015.
- Лыбедь [сборник: повесть и рассказы]. — М.: «Детская литература» (серия «Школьная библиотека», 2016.
- Побѣдители. — М.: «Вече», 2017.
- Колдовской ребёнок: Дочь Гумилёва. — М.: «Вече», 2021.
- Синий мëд. — М.: «Литрес», 2024.
- Синий мëд. [Собрание сочинений в 12-ти тт. Т. 8.] – М., «Традиция», 2024.
- Безоар. [Собрание сочинений в 12-ти тт. Т. 9.]– М.: «Традиция», 2024.

## Награды
- Премия «Иван Калита» и диплом премии «Меч Бастиона» литературно-практической конференции «Басткон» за 2005 г.
- Медаль Сергия Радонежского фестиваля «Радонеж» за 2009 г.
- Приказом по Русскому Обще-Воинскому Союзу от 23 июня 2014 г. награждена светло-бронзовой медалью «В память 90-летия Белой борьбы».
- Приказом по Войсковому Казачьему Обществу «Всевеликое Войско Донское» от 26 декабря 2016 г. награждена медалью «За веру и службу России».
- Приказом по Русскому Обще-Воинскому Союзу в декабре 2018 г. награждена медалью «В память 100-летия Белой борьбы».
- Решением Фонда Константина Крылова от 30 октября 2021 г. награждена «Колоколом Крылова» с формулировкой «за вклад в русское дело художественным словом и гражданской мыслью».
- В 2022 г. решением совета историко-просветительского общества «Наследие империи» награждена медалью памяти императора Николая II.